# Rue du Commandant Marchand (Liège)
Ne doit pas être confondu avec Rue du Commandant-Marchand (Paris)
La rue du Commandant Marchand est une rue du quartier du Nord à Liège en Belgique.

## Odonymie
Nommé à l'origine « rue Sainte-Foy » ou « Sainte-Foi », en référence à l'église Sainte-Foy, située au coin de la rue et la rue Saint-Léonard.
Le nom actuel rend hommage au commandant Charles Marchand, tué lors de la bataille de Liège en couvrant la fuite du général Leman.

## Description
Devant l'église Sainte-Foy est installée en 1891 une fontaine Montefiore, qui est détruite par un camion en 1939.

## Voies adjacentes
- Rue Saint-Léonard
- Rue Defrêcheux
- Quai Saint-Léonard
- Quai de Coronmeuse